# Слагтер, Том-Йелте
Том-Йелте Слагтер (нидерл. Tom-Jelte Slagter; род. 1 июля 1989, Гронинген, Нидерланды) — голландский профессиональный шоссейный велогонщик, выступающий за команду мирового тура «Qhubeka Assos». Чемпион Нидерландов 2010 года среди андеров в групповой гонке.

## Достижения
2010
Чемпионат Нидерландов U23
1-й  Групповая гонка
1-й Этап 2 Круг Арденн
4-й Тур де л'Авенир
7-й Льеж — Бастонь — Льеж U23
8-й Вламсе Пейл
2012
5-й Гран-при Квебека
6-й Тур Омана
2013
1-й  Тур Даун Андер
1-й  Молодёжная классификация
1-й Этап 3
Тур Альберты
1-й  Горная классификация
7-й Гран-при Квебека
9-й Тур де л'Айн
2014
Париж — Ницца
1-й Этапы 4 & 7
2-й Гран-при Мигеля Индурайна
6-й Флеш Валлонь
6-й Льеж — Бастонь — Льеж
2015
3-й Тур Альберты
1-й Этапы 3 & 4
4-й Гран-при Квебека
9-й Флеш Валлонь
9-й Гран-при Мигеля Индурайна
10-й Гран-при Монреаля
2016
1-й Этап 1 Тур дю От-Вар
4-й Три варезенские долины
8-й Классика Сан-Себастьяна
9-й Стрела Брабанта
2017
Тур Австрии
1-й Этап 2
3-й Гран-при Монреаля
4-й Тур Альберты
6-й Гран-при Квебека
2018
3-й Тур Даун Андер

## Статистика выступлений

### Гранд-туры
| Гонка           | 2011 | 2012 | 2013 | 2014 | 2015 | 2016 | 2017 |
| --------------- | ---- | ---- | ---- | ---- | ---- | ---- | ---- |
| Джиро д'Италия  | НФ   | 30   | —    | —    | 76   | —    | 77   |
| Тур де Франс    | —    | —    | —    | 56   | —    | 82   | —    |
| Вуэльта Испании | 75   | —    | —    | —    | —    | —    | —    |

| —  | Не участвовал  |
| НФ | Не финишировал |